# The Lost World (televisieserie)
The Lost World, ook bekend als Sir Arthur Conan Doyle's The Lost World, is een televisieserie gebaseerd op de gelijknamige roman van Arthur Conan Doyle. De serie werd gemaakt in Canada, Australië en Nieuw-Zeeland en liep drie seizoenen.

## Verhaal
Aan het begin van de 20e eeuw vertrekt een groep avonturiers, geleid door Professor Challenger, op een expeditie naar Zuid-Amerika. Ze willen het bestaan van een verloren wereld, geïsoleerd van de moderne beschaving, bewijzen. Het team bestaat uit een bijeen geraapt groepje individuen, die allemaal hun eigen redenen hebben om de verloren wereld te vinden.
Wanneer ze arriveren op hun plaats van bestemming, slaat het noodlot toe. De luchtballon raakt onherstelbaar beschadigd en het team strandt op een plateau. Dit blijkt de verloren wereld te zijn en wordt bewoond door een prehistorische monsters.
Daar ze volledig zijn afgesloten van de buitenwereld is de groep op zichzelf aangewezen. Daar vinden ze Veronica, een lokale schoonheid, die hen in haar boomhut uitnodigt, waarna ze wanhopig proberen een weg terug naar de beschaving te vinden. Ondertussen moeten ze zich staande zien te houden tegenover de gevaren die de verloren wereld met zich meebrengt.

## Personages
- Professor George Edward Challenger — De leider van de expeditie, die hoopt met de reis zijn beweringen over het bestaan van de verloren wereld te bewijzen.
- Professor Arthur Summerlee — een college van Challenger. Hij is erg sceptisch en gelooft aanvankelijk niet in het bestaan van de verloren wereld. Hij sterft aan het eind van seizoen 1, maar keert in seizoen 2 eenmaal terug als geest.
- Marguerite Krux — de egoïstische financier van de expeditie. Ze gaat mee met het team voor haar eigen persoonlijke redenen.
- Lord John Richard Roxton — een edelman met een reputatie als jager op groot wild. Hij dient als beschermer van de groep.
- Edward "Ned" T. Malone — een Amerikaanse journalist die hoopt met het reisverslag van de expeditie eindelijk naam te maken in de journalistiek en indruk te maken op zijn vriendin thuis.
- Veronica Layton — een vrouw wier ouders tien jaar geleden verdwenen. De groep ontmoet haar na hun noodlanding in de verloren wereld. Haar familie was lid van een ander expeditieteam dat onder mysterieuze omstandigheden verdween.
- Finn — een vrouw uit de toekomst die zich tegen het eind van seizoen 3 bij de groep voegt.

## Rolverdeling
- Peter McCauley als Professor George Edward Challenger
- Rachel Blakely als Marguerite Krux
- William Snow als Lord John Richard Roxton
- David Orth als Edward "Ned" T. Malone
- Jennifer O'Dell als Veronica Layton
- Michael Sinelnikoff als Arthur Summerlee (seizoen 1)
- Lara Cox als Finn (seizoen 3)

## Afleveringen
| Seizoen Aflevering # | Seizoen 1                        | Seizoen 2          | Seizoen 3          |
| -------------------- | -------------------------------- | ------------------ | ------------------ |
| 1                    | The Journey Begins (Pilot pt. 1) | All or Nothing     | Out of the Blue    |
| 2                    | Stranded (Pilot pt. 2)           | Amazons            | The Travelers      |
| 3                    | More Than Human                  | Tourist Season     | An Eye for an Eye  |
| 4                    | Nectar                           | Stone Cold         | True Spirit        |
| 5                    | Cave of Fear                     | Divine Right       | The Knife          |
| 6                    | Salvation                        | Skin Deep          | Fire in the Sky    |
| 7                    | Blood Lust                       | London Calling     | Dead Man's Hill    |
| 8                    | Out of Time                      | The Prisoner       | Hollow Victory     |
| 9                    | Paradise Found                   | The Games          | A Witch's Calling  |
| 10                   | The Beast Within                 | The Source         | Brothers in Arms   |
| 11                   | Creatures of the Dark            | Trophies           | Ice Age            |
| 12                   | Tribute                          | Voodoo Queen       | The End Game       |
| 13                   | Absolute Power                   | The Guardian       | Phantoms           |
| 14                   | Camelot                          | Under Pressure     | The Secret         |
| 15                   | Unnatural Selection              | The Outlaw         | Finn               |
| 16                   | Time After Time                  | Quality of Mercy   | Suspicion          |
| 17                   | Prodigal Father                  | Mark of the Beast  | The Imposters      |
| 18                   | Birthright                       | Survivors          | The Elixir         |
| 19                   | Resurrection                     | The Pirate's Curse | Tapestry           |
| 20                   | The Chosen One                   | The Visitor        | Legacy             |
| 21                   | Prophecy                         | A Man of Vision    | Trapped            |
| 22                   | Barbarians at the Gate           | Into the Fire      | Heart of the Storm |

## Trivia
- In de pilot van de serie, die ook als televisiefilm werd uitgebracht, werd de rol van Ed Malone gespeeld door William deVry.
- Gedurende het derde seizoen waren zowel David Orth als Jennifer O'Dell een aantal afleveringen afwezig vanwege financiële onenigheid.
- De show zou eigenlijk een vierde seizoen krijgen en heeft derhalve een open einde. In het vierde seizoen zou Veronica ontdekken dat haar moeder de beschermer was geworden van de verloren wereld en zou blijken dat Roxton en Marguerite bestemd waren om bij elkaar te zijn.[1]